# Roca de Sant Gervàs
La Roca de Sant Gervàs és una roca de 1.800 metres d'altitud que es troba a la Serra de Sant Gervàs, al límit dels municipis de Tremp, a la comarca catalana del Pallars Jussà i el Pont de Suert, de l'Alta Ribagorça. De tota manera, la part del municipi de Tremp que arriba en aquest cim formava part del terme municipal d'Espluga de Serra, que pertanyia també a la comarca de l'Alta Ribagorça.
És just a llevant de la Pala del Teller, el cim més alt de la Serra de Sant Gervàs. Es troba a la part central-occidental de la carena.